# Graue Herbstrenette
Die Graue Herbstrenette (auch:  Graue Renette oder Deutsche Graue Renette)  ist eine alte Sorte des Kulturapfels (Malus domestica) die zur Gruppe der Renetten zählt.

## Baum
Die Graue Herbstrenette zeichnet sich durch starken bis sehr starken Wuchs aus, er neigt dazu hohe, breite Kronen mit stark verzweigten Ästen zu bilden.
Der Baum ist vergleichsweise anspruchslos. Seine Fruchtbarkeit wird als wechselnd hoch bis sehr hoch bezeichnet. Er ist nicht für schwere Böden geeignet, auf sehr leichten Böden neigen die Bäume dazu, die Früchte abfallen zu lassen. In zu feuchten Lagen leidet die Graue Herbstrenette oft unter Obstbaumkrebs. Die Graue Herbstrenette ist besonders in Westfalen verbreitet.

## Frucht
Die wohlschmeckende Frucht ist mittelgroß und hat eine unregelmäßige Form. Die Schale ist trocken, glatt bis feinrau und hat eine starke grünlich braune Berostung. Unter der grünen Grundfarbe schimmert die orange-bräunliche Deckfarbe hervor. Das Fruchtfleisch ist saftig und mürbe, der Geschmack weinsäuerlich würzig.
Die Frucht erreicht ab Oktober bis Dezember Genussreife. Der Apfel wird als Tafelobst, Apfelmus, Kuchenbelag und zur Herstellung von Apfelsaft verwendet.